# The Sailor’s Wedding
The Sailor’s Wedding, deutsch Die Hochzeit des Seemanns, ist der Titel eines Genrebildes des US-amerikanischen Malers Richard Caton Woodville. Das Gruppenbild entstand bis 1852 im erzählerischen Stil der Düsseldorfer Malerschule und zeigt die plötzliche Ankunft einer kleinbürgerlichen Hochzeitsgesellschaft bei einem amerikanischen Standesbeamten, der dadurch bei seinem Mittagessen gestört wird.

## Beschreibung und Bedeutung
Eine sechsköpfige Hochzeitsgesellschaft trifft gerade beim Friedensrichter in dessen „Magistrate’s Office“ ein. Diese auch für Trauungen zuständige Amtsperson schildert der Maler als einen kauzigen grauhaarigen Mann in einem Lehnstuhl am Fenster. Sein grimmiger Blick, durch den er die eintreffende Gesellschaft mittels Brille kritisch mustert, bildet den Mittelpunkt der Handlung. Den Grund seines Missvergnügens erklärt ein Teller vor ihm auf dem Stuhl. Dort liegt ein gebratenes Hähnchen, das die neben ihm stehende schwarze Hausdienerin gerade in einem Korb gebracht hat und das er bei einem Glas Wein verspeisen möchte. Ein Stück des Hühnerfleisches hat er schon auf der Gabel. In seiner Mittagspause stört ihn nun dieses Publikum, in dessen Gefolge sich sogar noch einige neugierige Zuschauer an der Türe versammelt haben.
Angeführt wird die Hochzeitsgesellschaft von einem Trauzeugen, der die Bitte um Trauung mit einer devoten Verbeugung unterstreicht. Seine rechte Hand, mit der dieser auf das Hochzeitspaar weist, trägt zur Hälfte noch einen weißen Handschuh, den er in der Eile nicht ganz abstreifen konnte. Der Bräutigam ist ein schlanker, rotblonder junger Mann in Seemannsuniform, der die Hochzeitsgesellschaft um Haupteslänge überragt. Der schwarze Lackhut, den er ehrerbietig abgenommen hat, trägt in goldenen Lettern die Aufschrift America. Seine blauen Augen richtet er ohne bestimmtes Ziel nach vorne, als ob er sich in Gedanken bereits das künftige Eheleben ausmalt. Zur Charakterisierung verlieh ihm der Maler eine auffällig gerötete Nase; damit spielte er auf die sprichwörtliche Vorliebe der Seeleute für alkoholische Getränke an. Eingehakt in den linken Arm ihres zukünftigen Gatten, den Blick züchtig gesenkt, wartet in blütenweißem Rüschenkleid die Braut auf ihre Trauung. Hinter ihr stehen ihre Eltern und ihre Schwester. Während der Brautvater, ein alter Mann mit Zylinder, vor Rührung bald zu flennen scheint, blickt dessen Ehefrau, die eine schwarze Haube trägt, der Trauung ihrer Tochter gefasst entgegen.
Unter den Personen, die die Szene am Eingang beleben, tritt eine schwarze Mamsell hervor, die durch einen Griff an den Kopf eines Knaben verhindern will, dass dieser barfüßig die Amtsstube betritt. Neben ihr versucht ein schwarzer Diener ebenfalls, dem Andrang der Neugierigen Einhalt zu gebieten. Da die Szene in das frühe 19. Jahrhundert fällt, dürfte das Personal des Friedensrichters aus Sklaven bestehen.
Mit Liebe für Detail, Realismus und den Reiz des Alltäglichen, mit der er Jugenderinnerungen aus Baltimore aufgreift, doch auch mit ausgeprägtem Hang zu beißendem Spott über die Kleinbürgerlichkeit schildert der Maler neben den Figuren seiner Szene die Einzelheiten der hohen und geräumigen Amtsstube. Sie wird von einem Kamin in klassizistischer schwarzer Marmoreinfassung und von einem breiten Hauptgesims aus Stuck beherrscht. Über dem Kaminsims hängt eine Karte. Zwei elegante Feuerböcke aus Messing ragen aus dem Kamin heraus. Im Gegensatz dazu steht das aufdringliche Zickzack-Muster der Biedermeier-Tapete. Obwohl der Raum viel Platz bietet, hat sich der Friedensrichter sein Pult nah an das Fenster und einen Schrank gerückt, der mit Behördendokumenten gefüllt ist. Auf dem Schrank, dessen Tür geöffnet ist, türmen sich Bücher und weitere Dinge. Quer zum Pult steht der Lehnstuhl des Friedensrichters, schräg vor ihm ein einfacher Stuhl, den er zum Esstisch zweckentfremdet hat. Das im Stil uneinheitliche, gedrängt stehende Möbelensemble erweitert eine geöffnete, mit Ziegenfell beschlagene Kiste, aus der einige Bücher und Hefte herausgefallen sind, die sich unordentlich über den Boden verteilen. Dessen Holzplanken tragen einige Flecken. Auch der angegraute Plafond, dem in der Mitte ein prächtiger Lüster fehlt, hat – wie der gesamte Raum – schon bessere Tage erlebt. Zur Abrundung des Sittenbilds fügte der Maler als sein persönliches ironisches Markenzeichen rechts unten einen roten Spucknapf aus Blech in die Szene ein. Insgesamt wirken Raum und Akteure wie eine Guckkastenbühne bei der Aufführung eines Schwanks.

## Entstehung und Provenienz

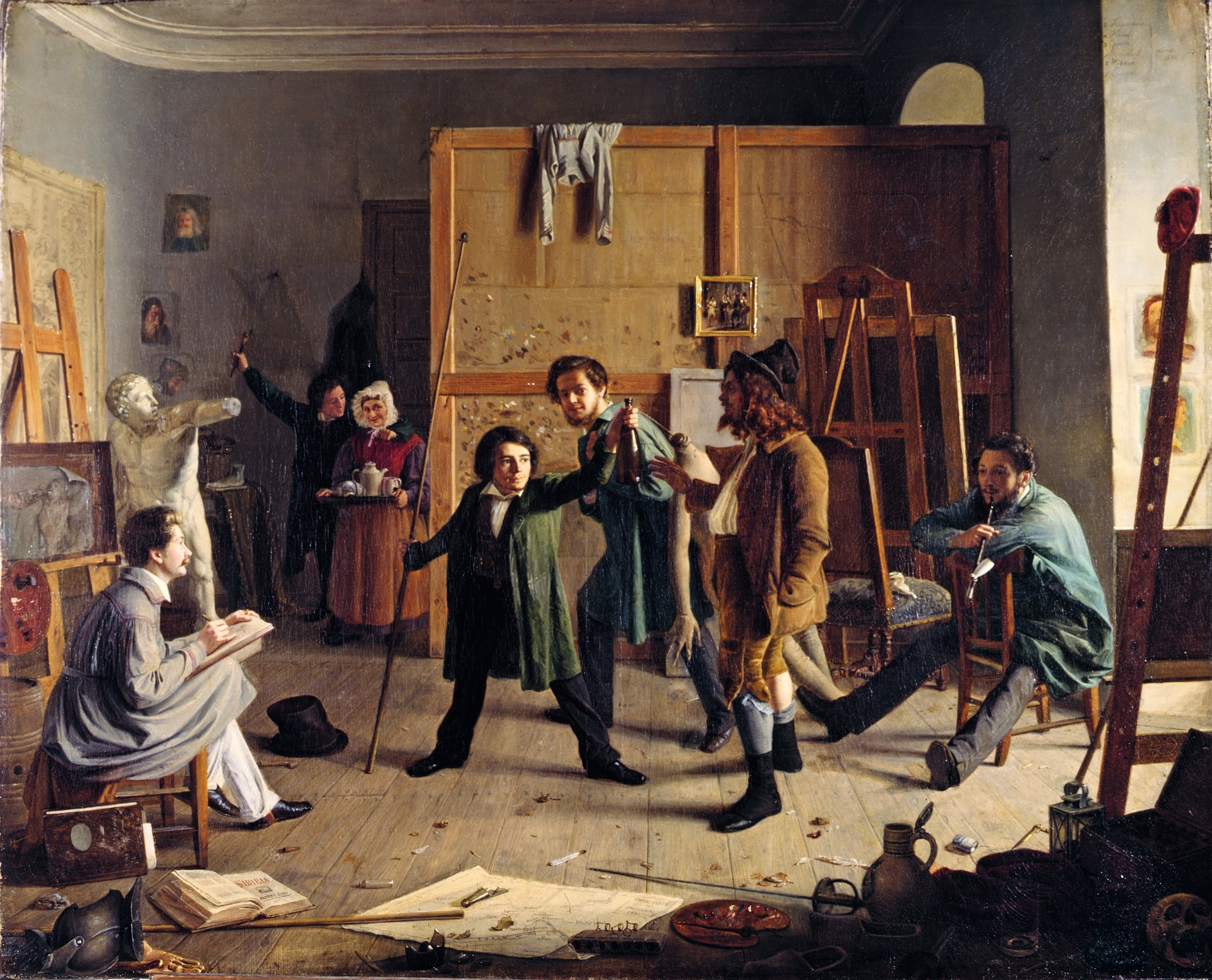
Johann Peter Hasenclever: Atelierszene, 1836, Museum Kunstpalast

Richard Caton Woodville malte das Bild 1851/1852 in Paris. Bereits im Juli 1851 vermeldete das Bulletin der American Art-Union in New York, der Künstler habe in der französischen Hauptstadt mit dem Gemälde „The Wedding before the Squire“ begonnen, welches Goupil & Cie. bereits angekauft hätten. Dort lebte Woodville mit seiner Geliebten und späteren Ehefrau Antoinette Schnitzler, einer Tochter des Architekten und Kommunalpolitikers Anton Schnitzler. Zuvor hatte er nach einem abgebrochenen Medizinstudium seit 1845 mit seiner ersten Ehefrau, die ihn um 1850 mit den gemeinsamen Kindern verließ, in Düsseldorf gelebt und sich bis 1851 in privatem Unterricht bei Karl Ferdinand Sohn zum akademischen Maler ausbilden lassen. Sein größtes Vorbild innerhalb der Düsseldorfer Malerschule war Johann Peter Hasenclever, der – abweichend von der offiziellen Linie der Kunstakademie Düsseldorf – die Genremalerei und in dieser Gattung einen humoristischen und sozialkritischen Realismus pflegte. Von Hasenclever übernahm er verschiedene Stilmittel, auch solche für Ironie und die psychologisierende Darstellung kauziger Gestalten.
Mit seinem Bild knüpfte Woodville an die breite europäische Tradition der Genremalerei an, insbesondere an Werke der britischen Maler William Hogarth und David Wilkie, etwa an Wilkies Testamentseröffnung (1820), sowie an das Sittenbild der niederländischen Malerei des Goldenen Zeitalters, das er 1846 zusammen mit seinem Landsmann Emanuel Leutze bei einer Reise nach Amsterdam studiert hatte. Innerhalb der Düsseldorfer Malerschule, deren Schultradition er die Kastenbühne mit seitlichem Lichteinfall entnahm, fand er außer durch Hasenclevers Atelierszene (1836) weitere Anregungen, etwa durch Rudolf Jordans Heiratsantrag auf Helgoland (1834) und durch Peter Schwingens Pfändung (1846).
Goupil & Cie. hielten das Gemälde lange in Paris zurück, um durch die Firma Thierry frères einen Stich davon anfertigen zu lassen. Danach stellten sie es 1853 im New York Crystal Palace aus. Im Januar 1860 erschien es in der Allston Association in Baltimore unter dem Titel „Pennsylvania Wedding“. 1861 wurde das Bild über einen Kunsthändler von William T. Walters erworben und 1894 an Henry Walters vererbt, der es 1931 dem Walters Art Museum vermachte.